# Vittorio Bosco Lucarelli
Vittorio Bosco Lucarelli (Benevento, 23 aprile 1888 – 17 marzo 1971) è stato un politico italiano.

## Biografia
Appartenente alla famiglia Bosco Lucarelli e fratello del sindaco di Benevento nel 1911 Giambattista Bosco Lucarelli. Viene eletto alla Camera nel gruppo democristiano nella I legislatura.